# Färgelanda
Färgelanda est une localité de la commune de Färgelanda, dont elle est le centre administratif, dans le comté de Västra Götaland en Suède.
Sa population était de 1925 habitants en 2019.